# Stumpfzähniger Frauenmantel
Der Stumpfzähnige Frauenmantel (Alchemilla subcrenata), auch Gekerbter Frauenmantel, oder Kerbzahn-Frauenmantel genannt, ist eine Pflanzenart aus der Gattung Frauenmantel (Alchemilla) innerhalb der Familie der Rosengewächse (Rosaceae). Sie ist in Eurasien verbreitet.

## Beschreibung
Der Stumpfzähnige Frauenmantel ist eine sommergrüne, ausdauernde krautige Pflanze, die Wuchshöhen von 10 bis 50 Zentimeter erreicht. Der Stängel ist abstehend behaart, im oberen Drittel aber kahl (Indument). Die Grundblätter sind bei einer Breite von bis 15 Zentimetern nierenförmig bis rund, stark gewellt und neun- oder elflappig. Die Blattlappen sind stumpf dreieckig bis kurz parabelförmig, ihre Blattzähne sind  meist unsymmetrisch, breit, krumm dreieckig bis eiförmig-dreieckig und meist verschieden. Die Blattoberseite ist in den Falten zerstreut und die Blattunterseite nur auf den Blattadern behaart (Trichome).
Die Blütezeit reicht von Mai bis Oktober. Bei den zusammengesetzten, lockeren Blütenständen sind die Verzweigungen kahl. Die Blütenstiele und der Kelch sind kahl. Die Kelchzipfel sind 1- bis 1,7-mal so lang wie breit.
Die Chromosomenzahl beträgt 2n = 96 oder 103-110.

## Ökologie
Der Stumpfzähnige Frauenmantel ist ein Hemikryptophyt.

## Vorkommen
Der Stumpfzähnige Frauenmantel gedeiht in den gemäßigten und borealen Gebieten Europas und Westsibiriens. Sein Verbreitungsgebiet erstreckt sich nach Norden bis zum Nordkap, nach Osten bis zum Altai, im Süden ist er noch im Apennin und vermutlich auch auf der Balkanhalbinsel zu finden, in Mitteleuropa findet man ihn vor allem in den Alpen und den Mittelgebirgen mit einer Westgrenze entlang des Jura und des Rheins.
Der Stumpfzähnige Frauenmantel gedeiht von submontanen bis alpinen, selten auch kollinen bis planaren Höhenstufen. Er besiedelt frische und feuchte Wiesen, Weiden und Ruderalstellen, Sümpfe und Quell- und Hochstaudenfluren.

## Systematik
Die Erstbeschreibung von Alchemilla subcrenata erfolgte 1893 durch Robert Buser in Magnier, Scrin. Fl. Select., Band 12, S. 285, Nummer 2992. Synonyme für Alchemilla subcrenata Buser sind Alchemilla palmata subsp. subcrenata (Buser) Soó & Palitz, Alchemilla vulgaris subsp. subcrenata (Buser) Murb., Alchemilla submamillata Juz., Alchemilla tatricola Pawł.,  Alchemilla triformiloba Hudziok. Alchemilla subcrenata gehört zur Sektion Ultravulgares aus der Gattung Alchemilla.